# Cezar Antonovič Kjui
Cezar Antonovič Kjui (rus. Цезарь Антонович Кюи, 6. siječnja 1835. – 13. ožujka 1918.) je bio ruski skladatelj, član "Petorice". Bio je vojni časnik i učitelj, a njegov život imao je važnu ulogu u njegovoj glazbi. 

## Djela

### Ozbiljne i tragične opere
- Kavkaski zatvorenik
- William Ratcliff
- Mlada
- Angelo
- Saracen
- Gozba u doba kuge
- Mademoiselle Fifi
- Mateo Falcone
- Kapetanova kći

### Komične opere
- Le Flibustier

### Dječje opere
- Crvenkapica
- Mačak u čizmama
- Naivni Ivan